# Popeye (Game Boy-spel)
Popeye (ポパイ?) är ett Game Boy-spel från 1990, baserat på seriefiguren Karl-Alfred.

## Handling
Spelet är ett labyrintspel, där Karl-Alfred på begränsad tid skall samla hjärtan. Han skall leta efter Olivia, och rädda Lill-Pär, men akta sig för Brutus. Ibland dyker Frasse upp, och slänger hamburgare i vägen för Karl-Alfred, som dock kan ta sig förbi hamburgarna genom att äta upp dem. När spelet är avklarat gifter sig Karl-Alfred med Olivia utanför en kyrka i slutscenerna.

### Fotnoter
1. 1 2 3 4 5  Släppinformation Arkiverad 26 oktober 2012 hämtat från the Wayback Machine. på Gamefaqs
2. 1 2 3 4  släppinformation på UV List
3. ↑  Popeye ending information at GB no Game Seiha Shimasho (japanska)